# أوراق الجنة
وثائق الجنة أو أوراق الجنة (بالإنجليزية: Paradise Papers)‏ هي وثائق سرية تم تسريبها ويصل عددها إلى 13.4 مليون وثيقة متعلقة بالاستثمارية الخارجية، وقد تسربت إلى الجمهور في 5 نوفمبر / تشرين الثاني من عام 2017. وتتعلق الوثائق بشركات وهمية أسسها مكتب محاماة في برمودا تحت إشراف شركة راعية في سنغافورة. وتضم الوثائق سجلات لـ 19 ملاذاً ضريبيًا، كما حوت أسماء أكثر من 120.000 شخص وشركة. ومن بين الأمور التي شدت انتباه العالم وجود اسم الملكة إليزابيث الثانية، بالإضافة إلى الرئيس الكولومبي خوان مانويل سانتوس وكذلك وزير التجارة الأمريكي ويلبر روس.

## الخلفية
في أواخر شهر أكتوبر من عام 2017، ادعى الاتحاد الدولي للمحققين الصحفيين بوقوع مخالفات في العديد من مكاتب المحاماة حول العالم، وفي الوقت نفسه أكدت أبليبي على أنه تمت سرقة العديد من البيانات خلال الهجوم الذي تعرضت له العام السابق، في حين نفى الـ ICIJ هذه الادعائات. بعد نشر الوثائق، ذكرت الشركة بأنه لا يوجد أدلة على وقوع أي مخالفات.
حصلت الصحيفة الألمانية زود دويتشي تسايتونج على الوثائق، وكانت هي نفسها أول من قام بنشر وثائق بنما في عام 2016. البيانات تشمل ما مجموعه 13.4 مليون وثيقة – حوالي 1.4 تيرا بايت من العديد من الشركات على غرار أبليبي وأسياسيتي (بالإنجليزية: Asiaciti)‏ بالإضافة إلى 19 ملاذات ضريبية أخرى. على عكس وثائق بنما، فقد تسربت بيانات العديد من البلدان بدلا من بلد واحد، أما اختيار اسم «وثائق الجنة» فقد جاء بسبب الأماكن المعنية بهذه الملاذات الضريبية والتي في الغالب ما يُطلق عليها «جنات الضرائب». وقد اتصلت زود دويتشه تسايتونج بالاتحاد الدولي للمحققين الصحفيين من أجل التحقيق في الوثائق وبيان صحتها من عدمه، جنبا إلى جنب مع 100 إعلامي من الشركات المعنية بهذه الوثائق. وقد تبين في وقت لاحق أن الوثائق صحيحة مما دفع بالـ ICIJ إلى جعل البيانات متوفرة على منصة مبرمجة خصيصا لهذا المشروع، وقد سمح هذا للصحفيين من جميع أنحاء العالم بالعمل على هذه المواد أو البيانات على مدار الساعة، إلى أن تم إصدارها للعموم بتاريخ 5 نوفمبر 2017 من قبل الـ ICIJ نفسه.

## أسماء الشركات
تورطت العديد من الشركات في هذا الموضوع، ولعل أبرزها كانت الشركة الرائدة في مجال تطبيقات ومواقع التواصل الاجتماعي فيسبوك، هذا بالإضافة إلى الشركة العملاقة أبل، ثم مايكروسوفت هي الأخرى وكذلك عملاق البيع والشراء إيباي، جلينكور، أوبر، نايكي، وول مارت، أليانز، سيمنز، ماكدونالدز وأيضا ياهو هذا بالإضافة إلى العديد من الشركات في الخارج حسب ما جاء في الصحف.
ووفقا لاكسبرس تريبيون فإن كل من آبل، نايكي، فيسبوك ومعظم الشركات التي تم ذكرها في الوثائق تتجنب دفع مليارات الدولارات من الضرائب باستخدام هذه الطريقة (طريقة الشركات في الخارج).

## الشخصيات الواردة أسماؤهم

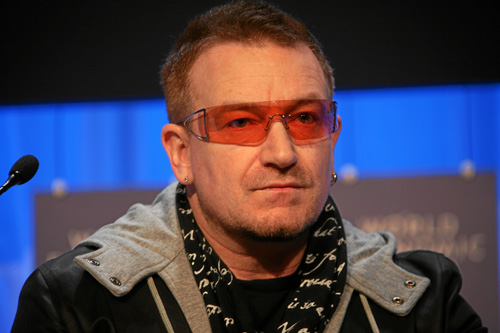
بونو هو المسمى في الصحف

### أوروبا

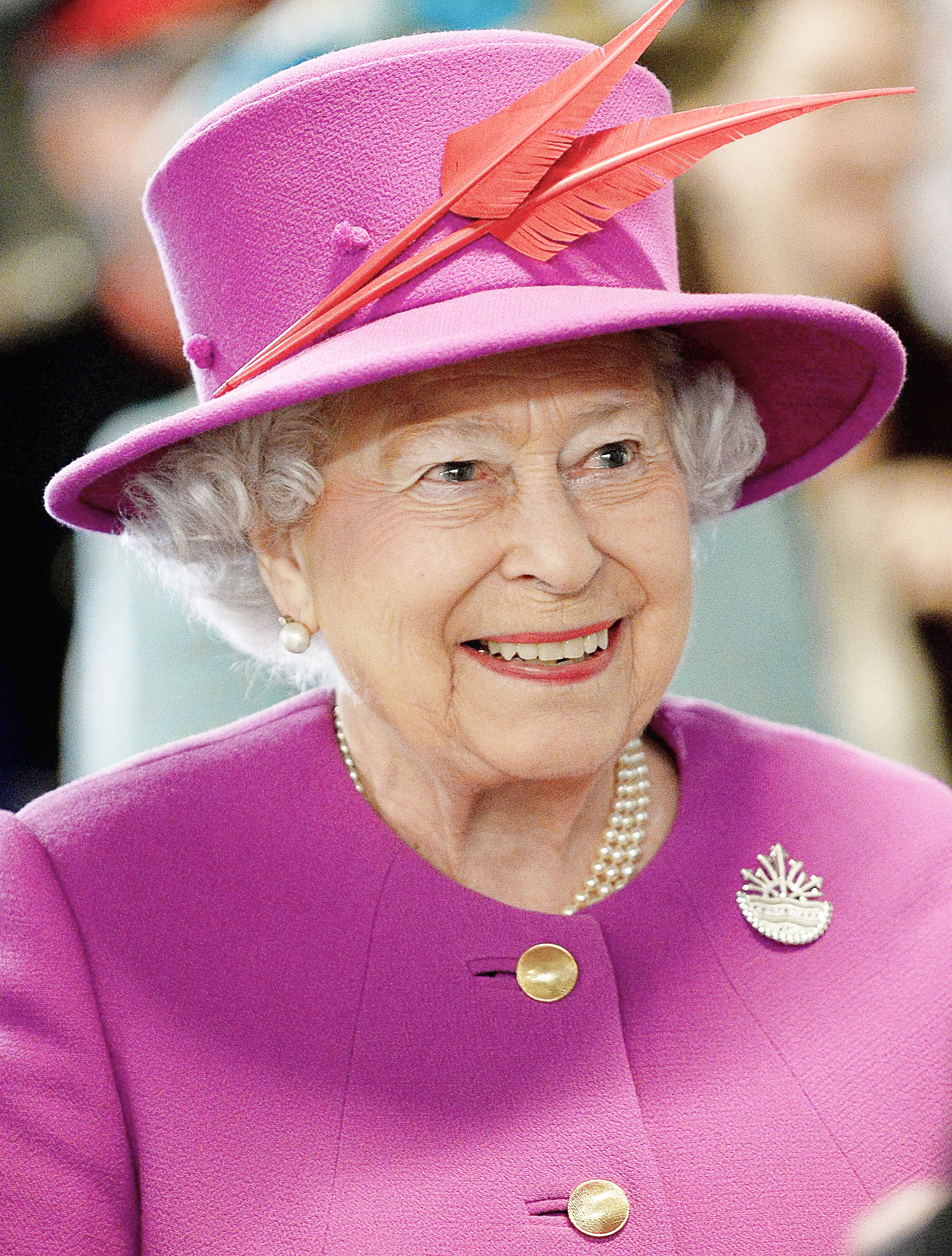
وثائق الجنة كشفت عن أن الملكة إليزابيث الثانية عقدت العديد من الاستثمارات في جزر كايمان وبرمودا عبر دوقية لانكستر

#### أيرلندا
الموسيقي الإيرلندي الشهير بونو ذُكر في الوثائق المسربة، وبأنه جنى ملايين الدولات من خلال طريقة التهرب هذه.

#### الجبل الأسود
تم إدراج آنا كولارافيتش أخت رئيس مجلس الوزراء السابق في الجبل الأسود ميلو دوكانوفيتش الذي كان في السلطة في الفترة الممتدة ما بين عام 1991 و2016.

#### إسبانيا
في اسبانيا، أول من تم إدراج اسمه في اللائحة كان رئيس بلدية برشلونة السابق ومستشارها الحالي كافيي ترياس، بالإضافة إلى الفنان خوسيه ماريا كانو والملياردير دانيال ماتي.

#### المملكة المتحدة
كشفت الأوراق المسربة عن وجود اسم الملكة إليزابيث الثانية التي كانت قد عقدت مجموعة من الاستثمارات في اثنين من المراكز المالية الخارجية وهما جزر كايمان وبرمودا عبر دوقية لانكستر. وقد أثار اسمها العديد من المنظمات والجمعيات حيث أن مضادي الملكية (مؤيدي الجمهورية) دعوا إلى المزيد من الشفافية حول الملكية المالية قائلين 

### أمريكا الشمالية

#### كندا

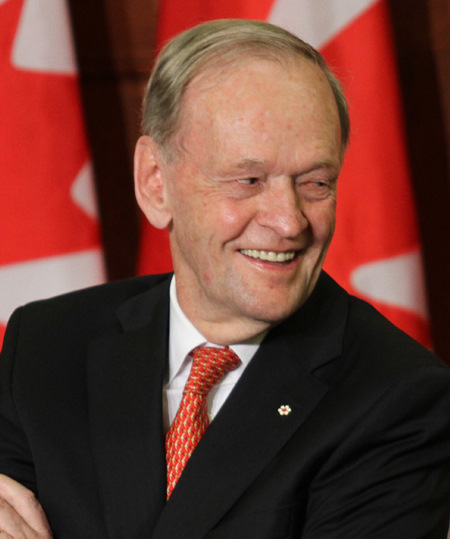
رئيس وزراء كندا السابق جان كريتيان

شملت الوثائق أسماء ثلاثة من رؤساء الوزراء الكنديين السابقين وهم جان كريتيان، بول مارتن، وبريان مولروني. ووفقا للصحف الكندية فإن ستيفن برونفمان المستشار والصديق المقرب من رئيس وزراء كندا الحالي جاستن ترودو تعاون مع السيناتور ليو كولبر الذي كان يشغل منصبا مهما في الحزب الليبرالي من أجل تمرير ملايين من الدولارات إلى كايمان، كما تم إجراء مناورات في الخارج قصد تجنب الضرائب في كل من كندا، الولايات المتحدة وإسرائيل.

#### الولايات المتحدة

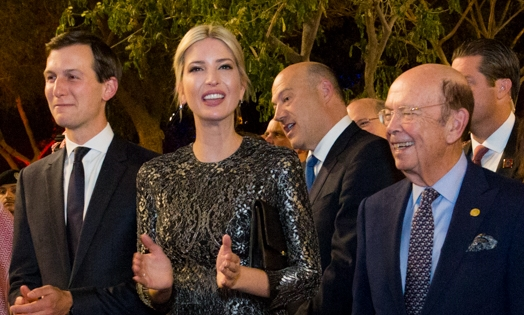
ويلبر روس و جاريد كوشنر. الوثائق المسربة كشفت عن أن وزير التجارة ويلبر روس يملك حصص في العديد من الشركات الروسية والتي لم يُفصح عنها خلال جلسات الاستماع.

وثائق الجنة ضمت وزير التجارة الأمريكي ويلبر روس الذي يملك حصصا في شركات روسية وأخرى تتعامل مع روسيا على غرار شركتي ليونيد ميخيلسون وغينادي تيموشينكو التي تنطبق عليها العقوبات الغربية على روسيا، كما جاء في الوثائق تعاملات لابن الرئيس الروسي فلاديمير بوتين مع مجموعة من متهربي الضرائب. هذا بالإضافة إلى أعضاء آخرين من إدارة ترامب خاصة وزير الخارجية الأمريكي ريكس تيلرسون (كان يدير شركة إكسون موبيل في اليمن والتي لها علاقة ببرمودا على أساس الشراكة البحرية) ثم جاري كوهن مدير المجلس الاقتصادي الوطني في الولايات المتحدة، وقد ضمت البيانات أكثر من اثني عشر عضو في مجلس الوزراء والمستشارين الذين ظهرت أسمائهم في وثائق مرتبطة بحسابات في الخارج، كما شملت الوثائق اسم شيلدون أديلسون.
الوثائق كشفت أيضا أن منظمات الدولة الروسية التي لها علاقات مباشرة مع بوتين لها استثمارات كبيرة وغير معلن عنها في العديد من الشركات ولعل أبرزها فيسبوك وتويتر وذلك من خلال الوسيط الروسي-الأمريكي يوري ميلنر شريك عمل جاريد كوشنر.
كما ضمت القائمة المغنية الأمريكية مادونا، وأحد مؤسسي مايكروسوفت السابقين بول ألين، ثم القائد الأعلى في الناتو والجنرال الأوروبي ويسلي كلارك.

### أمريكا الجنوبية

#### الأرجنتين
ضمت الوثائق المسربة وزير المالية الأرجنتيني لويس كابوتو الذي تمكن على الأقل من إدارة ثروته في مصرفين خارجيين ولعل أبرزهما كان مصرف أوفشور، كما تعامل مع شركة في جزر كايمان وأخرى في ميامي دون إفصاحه عن البيانات كما هو مطلوب من قبل القانون الأرجنتيني المطبق على جميع الموظفين العموميين.
كابوتو هو ابن عم نيكولاس كابوتو أفضل صديق للرئيس الأرجنتيني ماوريسيو ماكري، وقد قال أعضاء في ICIJ أن صندوق الاستثمار في الأرجنتين كأنه مخصص للأصدقاء والعائلة.

#### كولومبيا

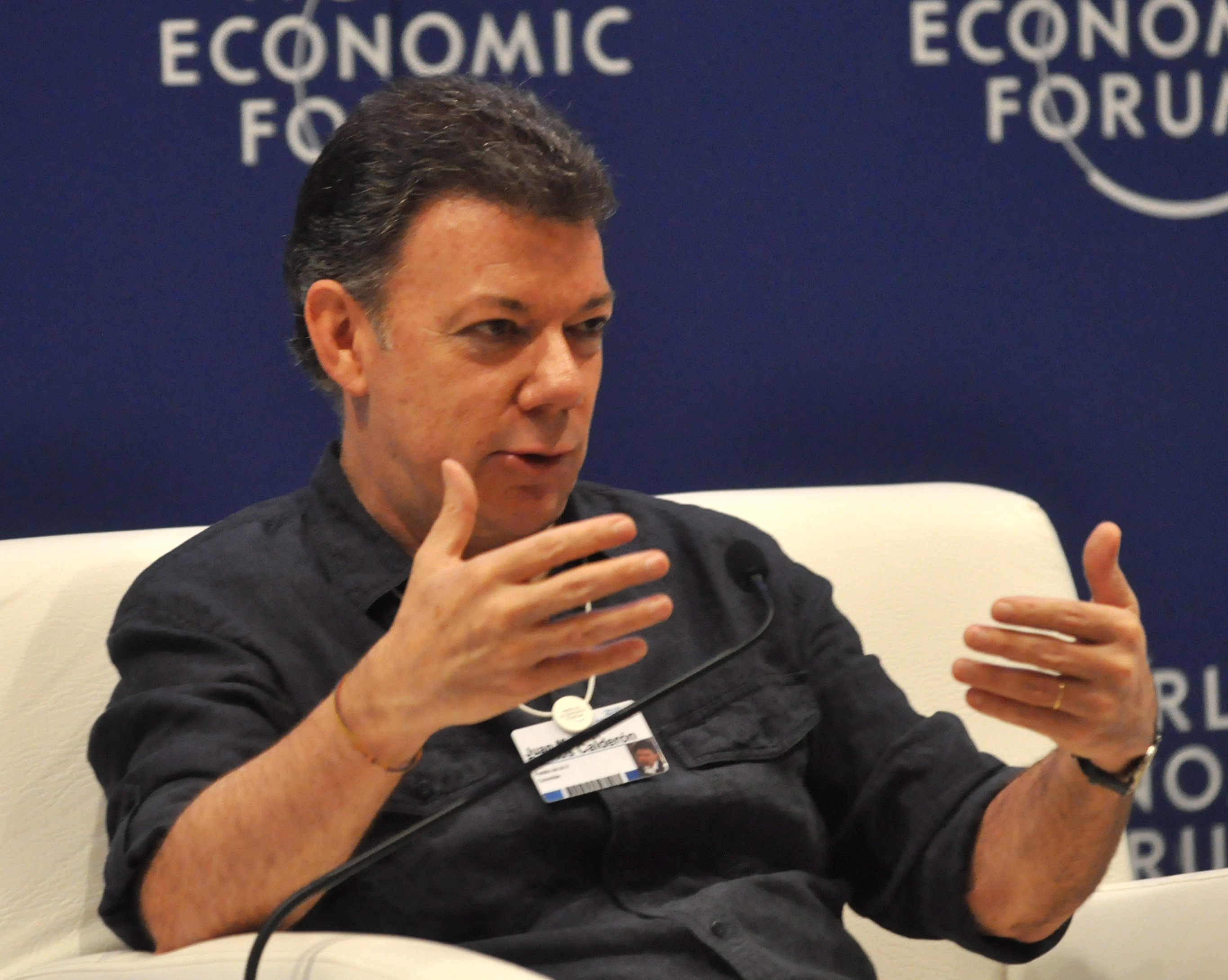
الرئيس الكولومبي خوان مانويل سانتوس

ضمت البيانات المسربة اسم الرئيس الكولومبي (2010-2018) والحائز على جائزة نوبل للسلام سنة 2016 خوان مانويل سانتوس، حيث تعامل مع اثنين من التجمعات الخارجية دون الإفصاح عن ذلك.

### أفريقيا

#### ليبريا

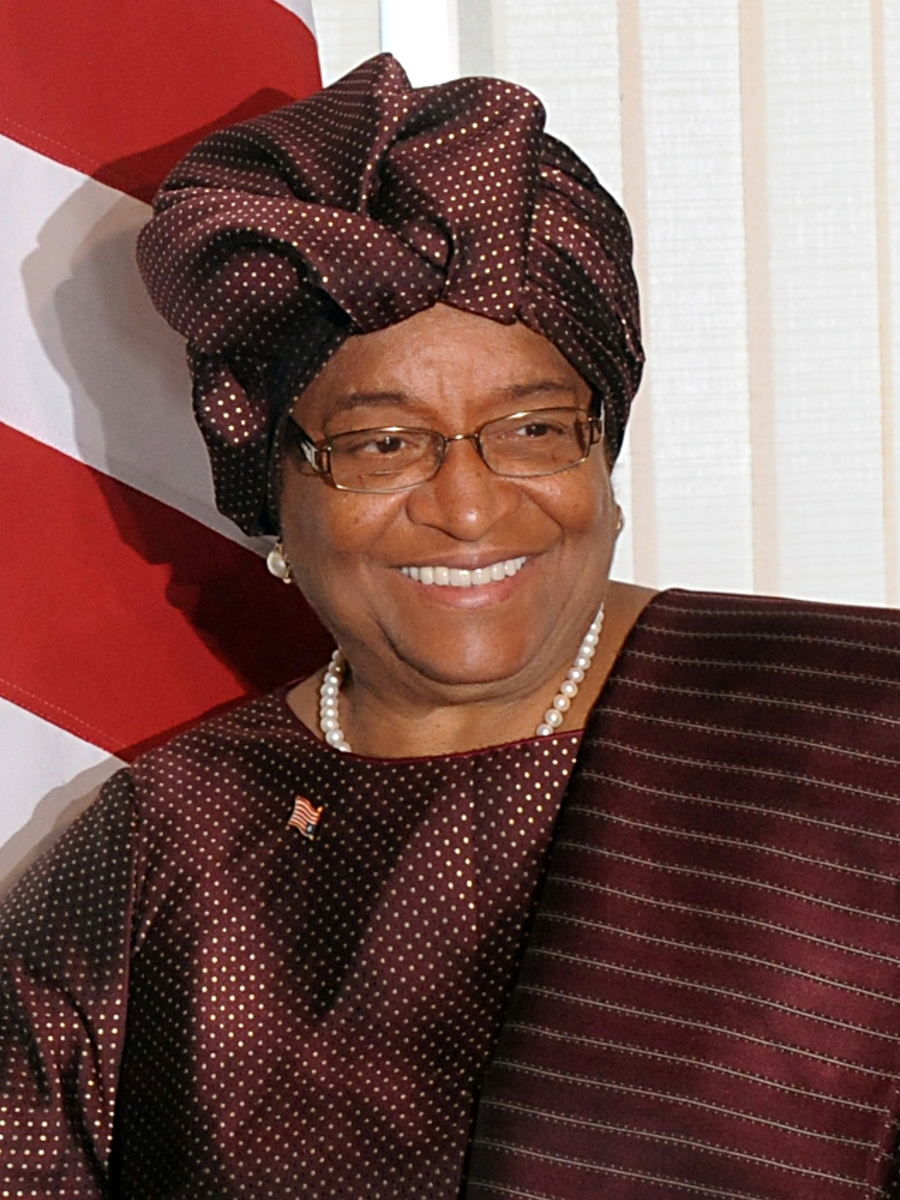
رئيسة ليبيريا إلين جونسون سيرليف هي الأخرى ورد اسمها في وثائق الجنة

ضمت الوثائق اسم رئيسة ليبيريا إلين جونسون سيرليف، وقد ذكرت العديد من الصحف أن الرئيسة تعاملت مع شركة في برمودا وكذلك شركة سونغهاي المالية القابضة، بالإضافة إلى شركة بنك البيانات المالية وشركة بنك الوساطة المالية المحدودة، كان ذلك في الفترة ما بين أبريل 2001 حتى سبتمبر 2012.

#### نيجيريا
ورد اسم رئيس مجلس الشيوخ النيجيري بيكولا ساراكي (بالإنجليزية: Bukola saraki)‏ في الوثائق المسربة، هذا وتجدر الإشارة إلى أن مؤسس ومساهم في شركة تنيا المحدودة التي أنشئت في جزر كايمان في أبريل 2001.

### آسيا

#### الهند
جاءت الهند في المرتبة 19 من أصل 180 بلدا تم ذكرهم في قاعدة البيانات المسربة من حيث عدد الأسماء، وقد جاء اسم 714 هندي في الوثائق بما في ذلك أسماء عدة أحزاب مثل بهاراتيا جاناتا وزعمائهم على غرار رئيس الوزراء السابق أشوك جيهلوت. بالإضافة إلى وزير الدولة المكلف بشؤون الطيران المدني جايانت سينها، ثم ابن السينيور فيرابا موالي، وكذلك النائب راجيا سابها، وممثل بوليوود الشهير أميتاب باتشان وزعيم المعارضة أندرا براديش. أما الشركات التي تم إدراج اسمها فكانت آبولو تايرز، إعمار إم جي إف، مجموعة جندال gلصلب وفيديوكون.

#### إندونيسيا
تورط اثنين من أبناء الرئيس السابق سوهارتو، وهما تومي ومامياك بالإضافة إلى زعيم حزب المعارضة فرابوو سوبيانتو.

#### اليابان
رئيس الوزراء الياباني السابق يوكيو هاتوياما هو الآخر متورط حسب ما جاء في الصحف.

#### كازاخستان
وزير النفط والغاز ساوت مينباييف (بالإنجليزية: Sauat Mynbayev)‏ هو الآخر متورط خصوصا أنه المساهم الأصلي في شركة كابيتال المحدودة.

#### باكستان
ورد اسم رئيس وزراء باكستان السابق شوكت عزيز في الوثائق المسربة، حيث أنه قام بتعاملات فd دبي قصد إيواء ثروته بسرية في الملاذات الضريبية.

### الشرق الأوسط

#### الأردن
تم إدراج اسم الملكة نور الحسين من الأردن في قائمة الوثائق المسربة، حيث تعاملت مع العديد من الشركات الأجنبية على غرار تعاملها مع شركة تروست 1997 سنة 2015 وقد وصلت قيمة هذا التعامل إلى أكثر من $40 مليون دولار، وهو الدخل الذي يُدفع إلى الملكة طوال حياتها. هذا بالإضافة إلى امتلاكها عقارات غير مصرح بها في جنوب إنجلترا.

#### سوريا
تورط رجل الأعمال السوري رامي مخلوف في اللائحة، ويُقال أنه أغنى رجل في سوريا.

#### العراق
تم إدراج اسم مضر غسان شوكت، النائب السابق في البرلمان العراقي في قائمة الوثائق المسربة.

#### السعودية

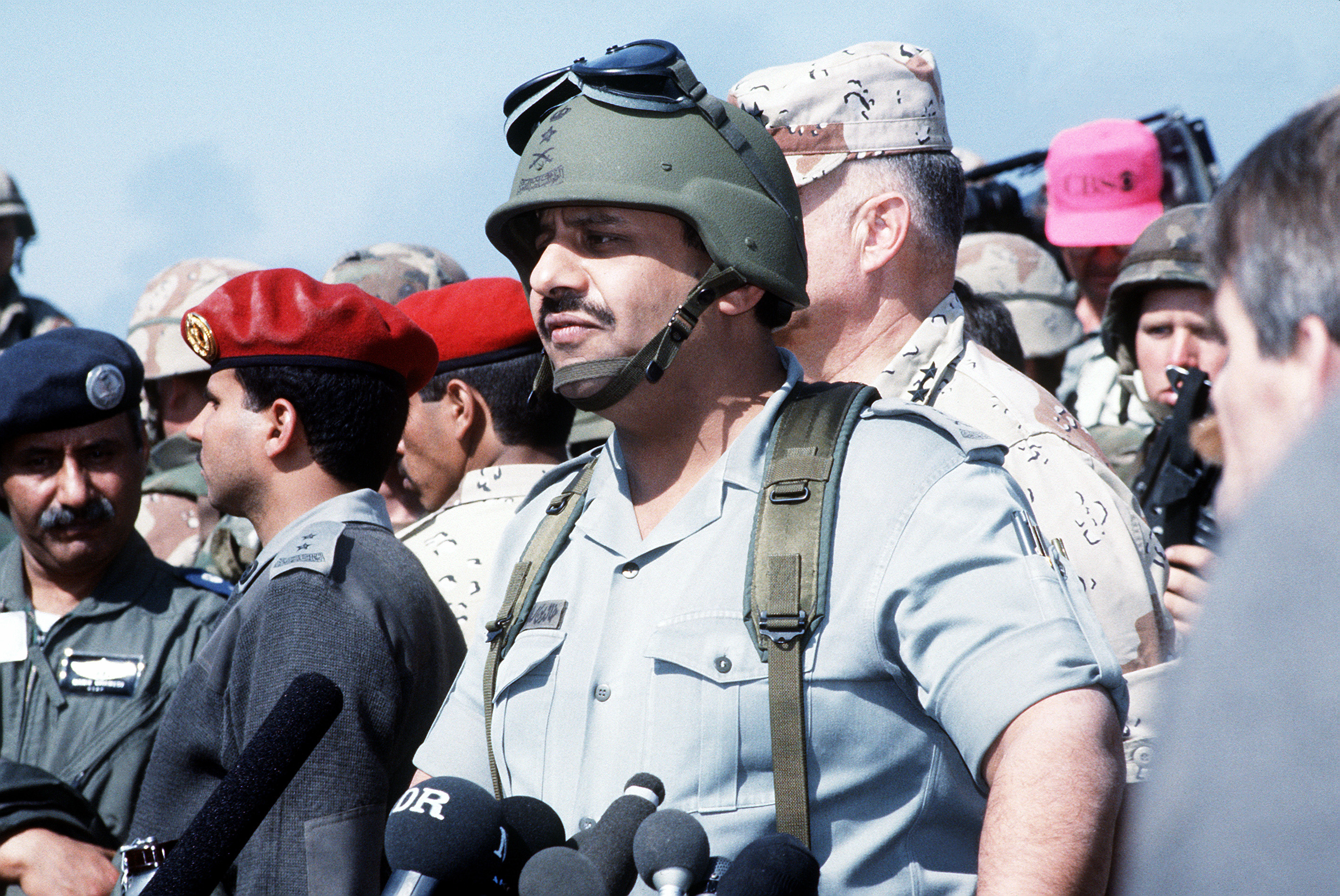
خالد بن سلطان بن عبد العزيز آل سعود

تم إدراج اسم خالد بن سلطان بن عبد العزيز آل سعود، النائب السابق لوزير الدفاع السعودي في قائمة الوثائق المسربة.

#### تركيا
تم إدراج أبناء رئيس الوزراء التركي بن علي يلدرم في القائمة المسربة.

## الروابط الخارجية
- بوابة أوراق الجنة التابعة الاتحاد الدولي للمحققين الصحفيين (الولايات المتحدة)
- بوابة أوراق الجنة صحيفة زود دويتشي تسايتونج (ألمانيا)
- بوابة أوراق الجنة التابعة بي بي سي (المملكة المتحدة)
- بوابة أوراق الجنة صحيفة الغارديان (المملكة المتحدة)
- بوابة أوراق الجنة لـ الاستعراض المالي الأسترالي (أستراليا)
- بوابة أوراق الجنة صحيفة لوموند (فرنسا)
- بوابة أوراق الجنة لـ افتنبوستن (النرويج)
- بوابة أوراق الجنة لـ الكونفيدنسيال (إسبانيا)
- بوابة أوراق الجنة تلفزيون سفيريجيس (السويد)
- بوابة أوراق الجنة مشروع مكافحة الجريمة المنظمة والفساد